# Helvetia

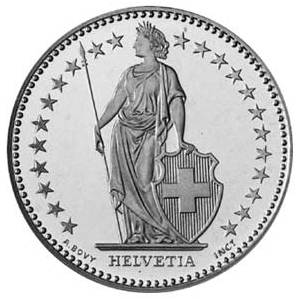
Helvetia su una moneta di 2 franchi

Helvetia è il simbolo del popolo celtico degli Elvezi che in epoca moderna ha assunto la personificazione nazionale della Svizzera come allegoria femminile, usata come stemma della Confederazione.

## Origine

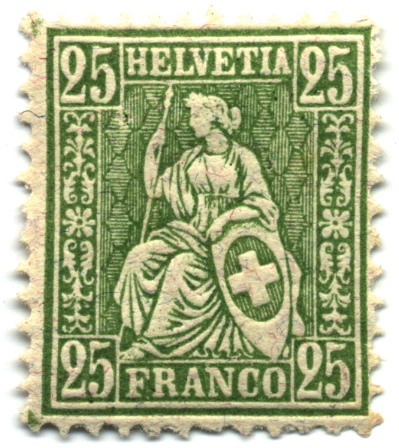
Helvetia su un francobollo del 1881

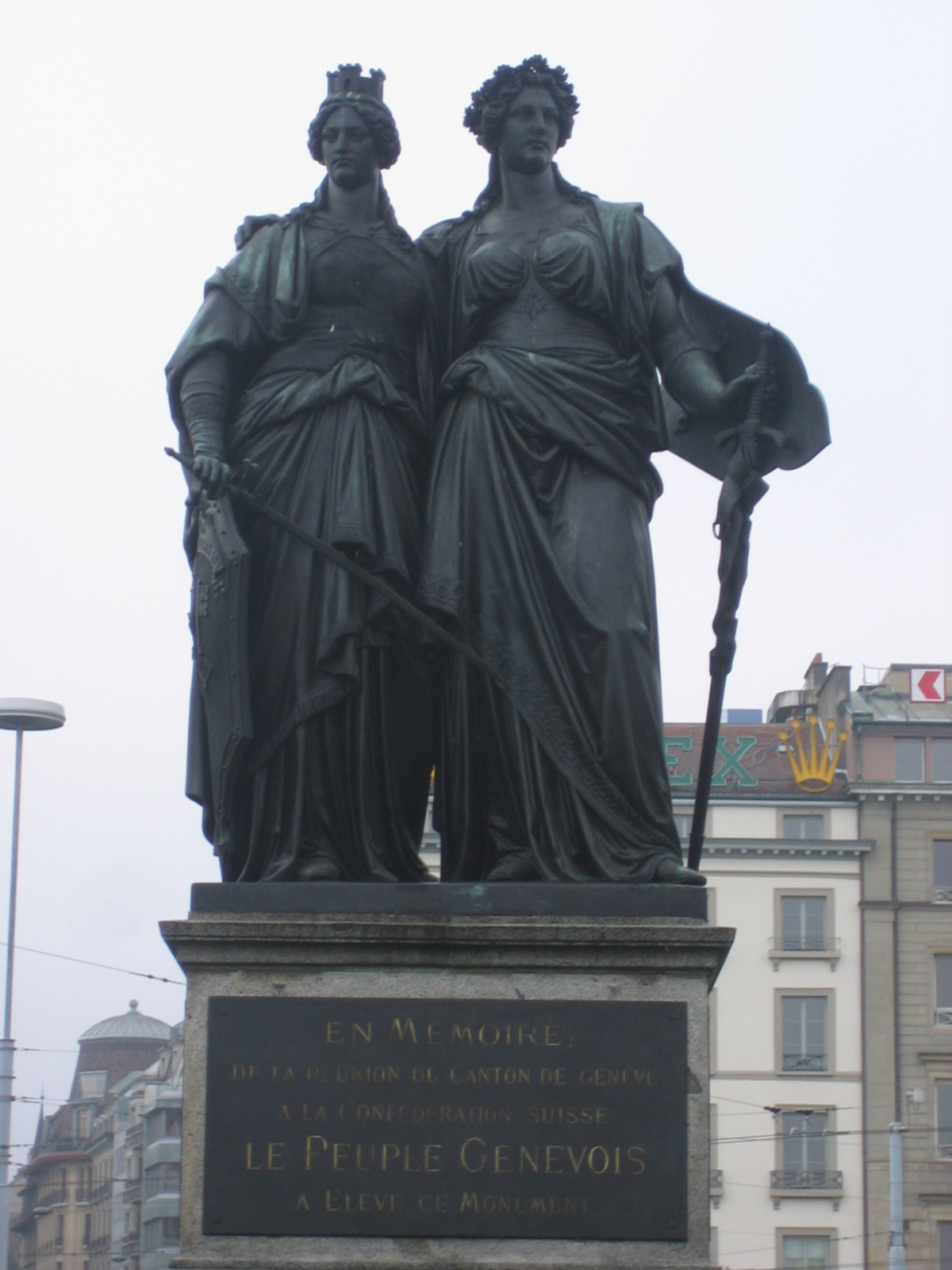
Helvetia (a destra) con Ginevra

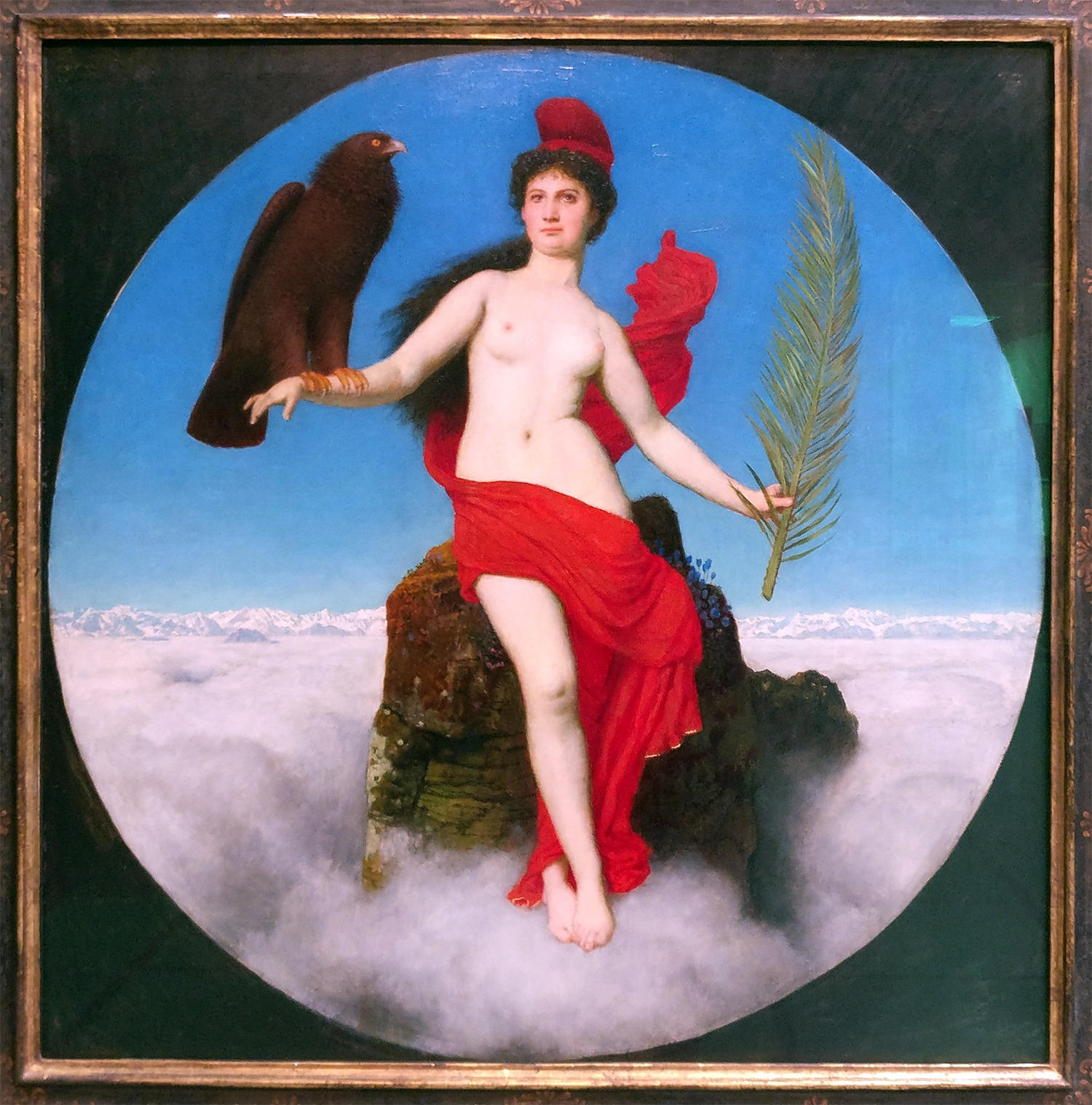
La libertà (Helvetia), di Arnold Böcklin, 1891

Helvetia viene rappresentata per la prima volta nel XVII secolo come Kantonsallegorie e simboleggiante la Confederazione Elvetica: già nel 1642 viene richiamata in senso figurato nella Topographia Helvetiae di Matthäus Merian d. Ä., poi nel 1672 anche politicamente ripresa come figura allegorica da Johann Caspar Weissenbachs nel pezzo Eydtgenossisch Contrafeth Auff- und Abnemmender Jungfrawen Helvetiae.
Egli e molti altri artisti assunsero Helvetia come allegoria, personificante l'unità della Confederazione nel periodo della riforma protestante. Questa rappresentazione fu presente anche in modo autonomo durante la fase di indipendenza della Svizzera a seguito della Pace di Vestfalia (1648), firmata con il Sacro Romano Impero.
Con l'avvento del XIX secolo e i suoi moti rivoluzionari del 1848 il nuovo Stato elvetico assunse Helvetia come personificazione nazionale, presente su monete e francobolli e simboli patriottici.
Sui francobolli e monete ancora oggi «Helvetia» è simbolo nazionale, senza nessuna lingua delle quattro lingue nazionali (tedesco, francese, italiano, retoromanico). Sulla stessa base dal latino viene infatti usata l'abbreviazione CH - Confoederatio Helvetica. La rappresentazione di Helvetia la si trova sulle monete da 50 centesimi, un franco e due franchi, mentre il ritratto su quelle da 5 centesimi, 10 centesimi e 20 centesimi non rappresenta invece Helvetia, bensì Libertas.

## Helvetia nell'arte
Sul Mittlere Brücke a Basilea, si trova la scultura „Helvetia auf Reisen“, portata a termine nel 1980 da Bettina Eichin.